# Abies nebrodensis
L'abete dei Nèbrodi o abete delle Madonie (Abies nebrodensis (Lojac.) Mattei, 1908) è un albero della famiglia delle Pinaceae, endemico della Sicilia.
La specie, un tempo classificata come sottospecie dell'abete bianco (Abies alba), potrebbe essersi formata per speciazione durante l'inizio dell'ultimo interglaciale post-wurmiano.
Il ritrovamento recente di una stazione «fossile», sulle Madonie, ha portato alla considerazione che, circa 9.000 anni fa, Abies nebrodensis e Abies alba erano entrambi presenti nelle montagne siciliane.
Il botanico Giovanni Ettore Mattei descrisse l'Abies nebrodensis come «splendida conifera, endemica della Sicilia da circa 9.000 anni, che adesso conta solamente una trentina di esemplari, rischiando l'estinzione».

## Descrizione
È un albero con portamento eretto o leggermente incurvato, alto fino a 10–15 m, con chioma conico-piramidale, un po' tarchiata, di colore verde scuro.
Gli aghi sono lunghi sino a 10 mm, rigidi e pungenti.
Le pigne sono lunghe sino a 20 cm.

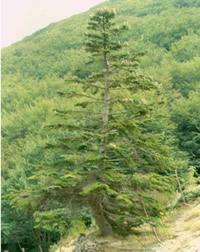
Esemplare adulto
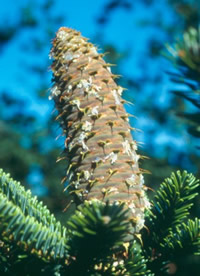
Strobilo
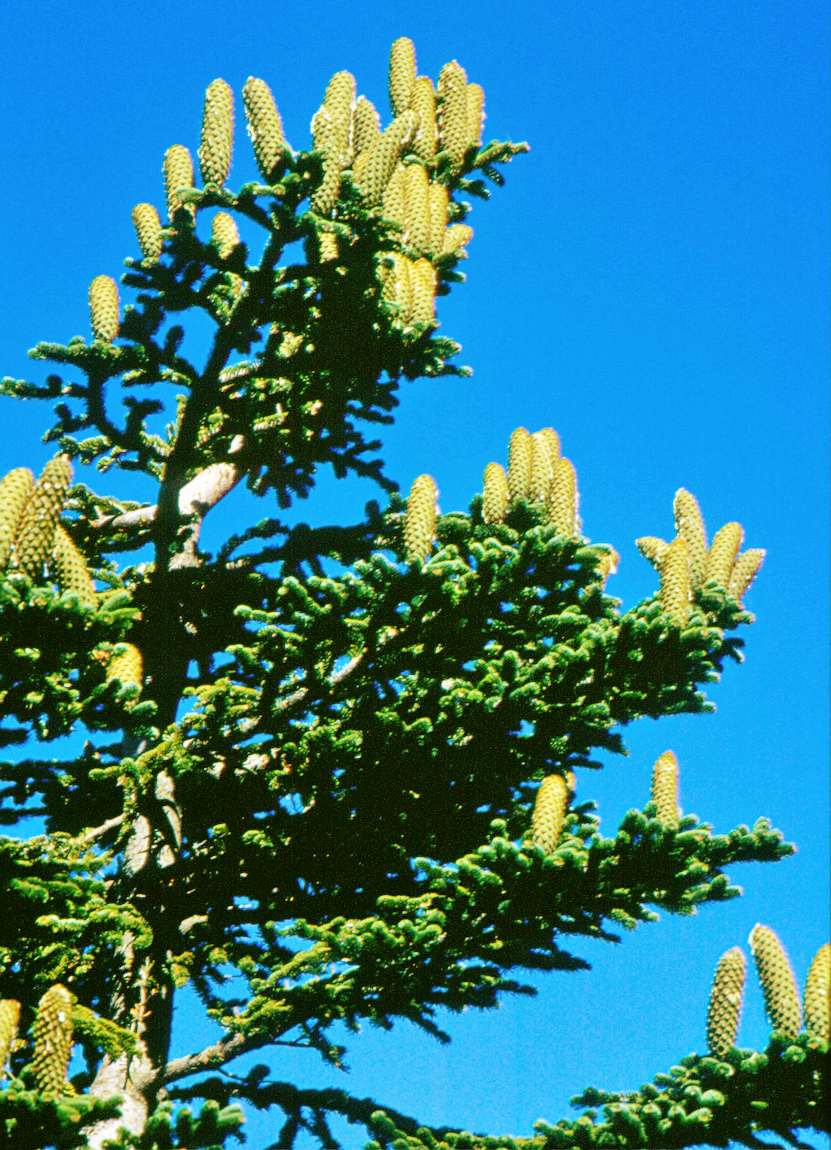
Ramo con strobilo
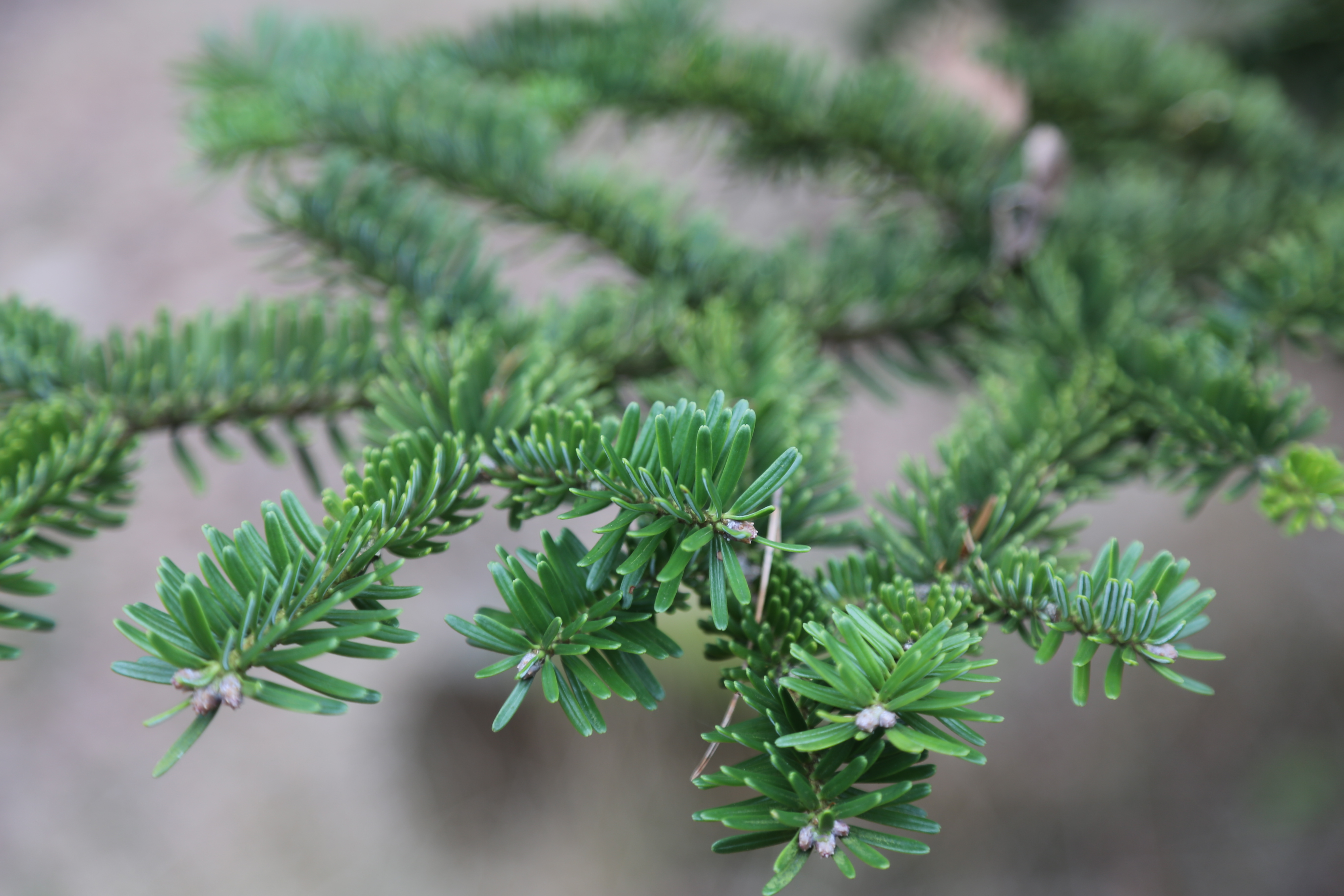
Aghi
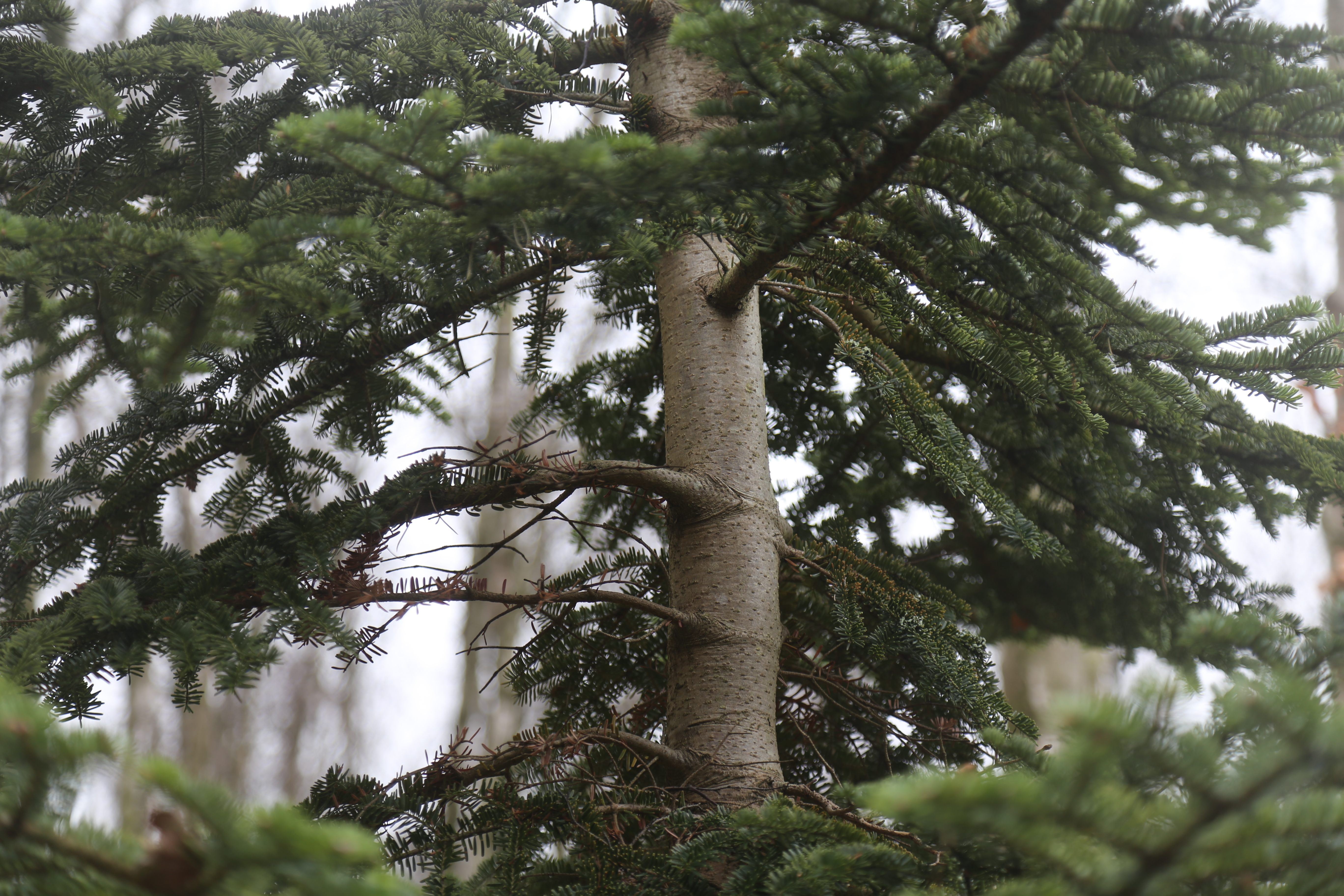
Tronco

## Distribuzione
Un tempo endemico delle montagne della catena settentrionale sicula, l'Abies nebrodensis dal 1900 era stato considerato estinto. Fu riscoperto, nel 1957, nel Vallone Madonna degli Angeli (comune di Polizzi Generosa) sulle Madonie, dove ne sono rimasti circa una trentina di esemplari, sopravvissuti, forse, grazie all'isolamento ed alla minore competitività locale di altre specie più forti, come il faggio (Fagus sylvatica). La maggior parte degli esemplari sopravvissuti cresce stentatamente su pendio sassoso e probabilmente si sono sottratti al taglio proprio per le loro modeste dimensioni. Alcuni esemplari producono una certa percentuale di semi fertili, con i quali periodicamente si procede alla coltivazione in vivaio e poi al trapianto.

## Conservazione
L'Abies nebrodensis è considerata dallo IUCN una specie in pericolo critico di estinzione ed è stata inserita nella lista delle 50 specie botaniche più minacciate dell'area mediterranea.
Nel 2000, il Parco delle Madonie ha avviato un progetto LIFE Natura per la conservazione di questa specie.
È stato avviato dalla Regione Siciliana un piano per salvaguardare la specie, che consiste nell'affidamento delle piantine di Abies nebrodensis. È da tenere presente che l'impianto degli individui ricevuti non va eseguito in ambienti o micro-habitat non adatti (zone costiere e/o di bassa quota, con esposizione sud e/o prive di vegetazione, ecc.), bensì in ambienti freschi e dove sia possibile prestare le irrigazioni di soccorso durante la stagione estiva.
Attualmente vi sono circa 3.000 esemplari di Abies nebrodensis coltivati in giardini botanici ed arboreti specializzati, sia in Sicilia che in altre zone dell'Italia meridionale.
Il Ministero delle Poste, nel 1985, per la serie «Flora e Fauna da salvare», ha emesso quattro francobolli, tutti da 500 lire, con disegni dell'artista Giuseppe Ascari che raffigurano piante e animali in pericolo. Per la flora sono rappresentati l'abete dei Nebrodi e la primula di Palinuro; per la fauna, la lontra europea ed il cavaliere d'Italia.